# 人民广场 (大连市)

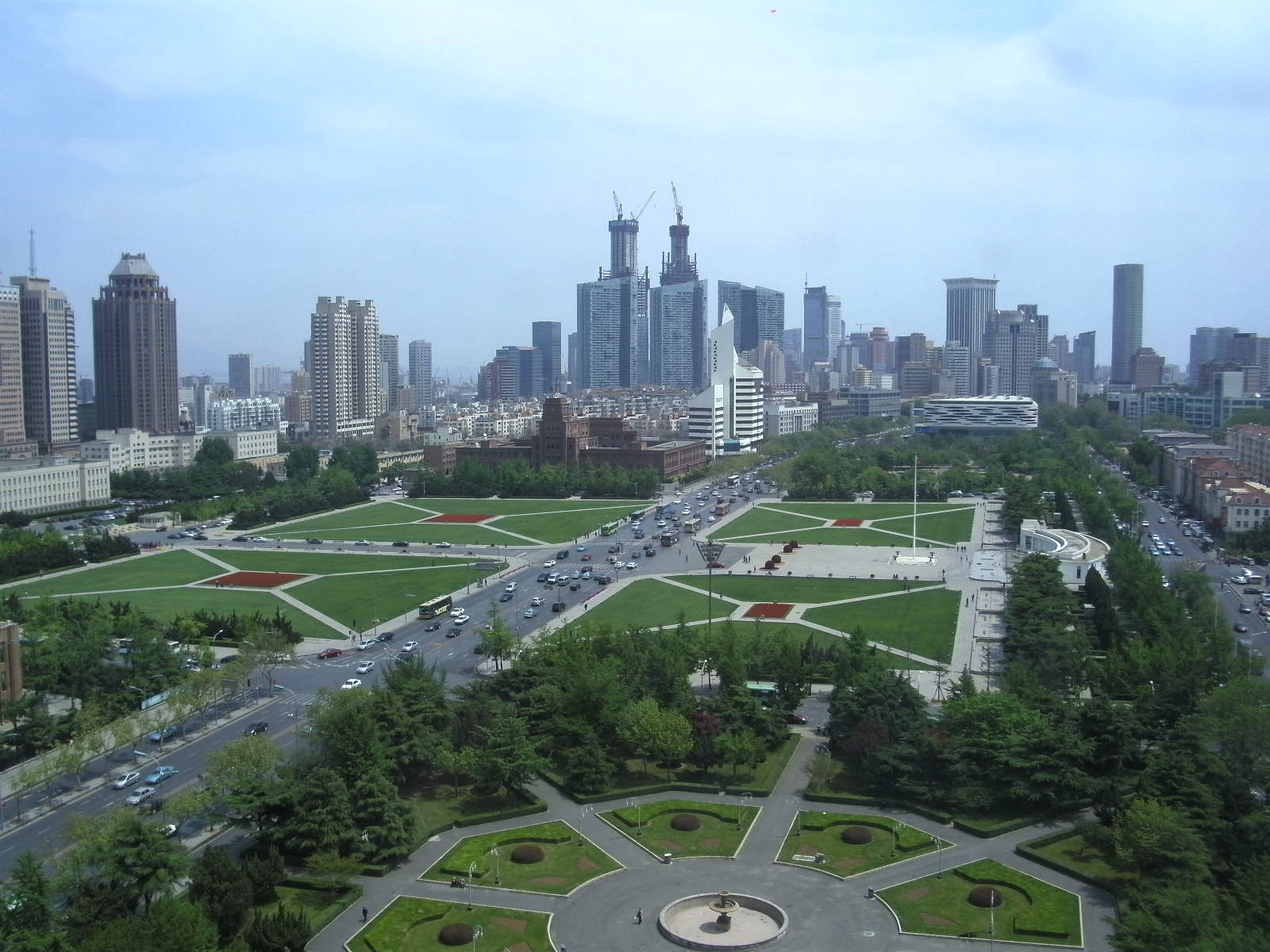
大连人民广场俯瞰

大连人民广场是中国辽宁省大连市西岗区的一个大型城市广场，是该市的行政中心。广场面积12万平方米，形状为方形，与大连大部分广场为圆形不同。大连市的东西向主干道中山路穿过广场中部，将其分为南北两部分。大连人民广场采用明显的轴线对称布局，大连市人民政府（关东州厅旧址）座落在广场的正北面，市公安局（关东厅警察部办公楼旧址）和市中级人民法院（关东厅地方法院旧址）分立于广场北半部的东西两侧。
广场1914年开辟时原名长者广场，而广场上的主要建筑都兴建于1930年代。1945年蘇聯入侵滿洲國並占领大連后在南部修建了苏军烈士纪念塔，广场也改名为斯大林广场。1993年，该广场改名为人民广场。1999年，苏军烈士纪念塔搬迁到旅顺苏军烈士陵园，原址改建为升旗台和大型音乐喷泉。
- 大连市政府（原关东州厅旧址）
- 大连市公安局（原关东厅警察署）
- 大连市中级人民法院（原关东厅地方法院旧址）
- 地铁人民广场站入口

## 事件
1989年，八九民運期間大連曾有學生遊行到廣場進行集會。2011年8月14日，大连市民在人民广场举行集会反对大连福佳大化的PX项目。